# 大田俊寛
大田 俊寛（おおた としひろ、1974年 - ）は、日本の宗教学者。現在は埼玉大学非常勤講師。専門は宗教学。博士（文学）。

## 略歴
一橋大学社会学部を卒業後、東京大学大学院人文社会系研究科基礎文化研究専攻宗教学宗教史学専門分野博士課程を修了。鶴岡賀雄に師事。宗教分野においては、グノーシス主義やオウム真理教を主な批判対象とした。2007年に論文「グノーシス模倣の神話学」により、東京大学博士（文学）の学位を取得。
ひかりの輪代表の上祐史浩などと対面し、オウム真理教の研究を行っている。
日本の宗教学は、真っ当な「学」と呼ばれ得るに足る理論や体系が根本的に欠如していた、とオウム事件に関連して、中沢新一や島田裕巳を批判した。

## 著書
- 『グノーシス主義の思想 : 〈父〉というフィクション』（春秋社、2009年、新装版2023年）
- 『オウム真理教の精神史 : ロマン主義・全体主義・原理主義』（春秋社、2011年、増補版2023年）
- 『現代オカルトの根源 - 霊性進化論の光と闇』筑摩書房〈ちくま新書〉、2013年7月。ISBN 978-4-480-06725-8。
- 『宗教学 : ブックガイドシリーズ　基本の30冊』（人文書院、2015年）

以下共著ほか
- 『ひとびとの精神史 第4巻 東京オリンピック 1960年代』苅谷剛彦編、岩波書店 2015年
- 「宗教 ニューエイジ思想の幻惑と幻滅　私の精神遍歴」- 大澤聡編『1990年代論』収容。河出ブックス：河出書房新社 2017年8月

## 論文
- Cinii
- 『グノーシス模倣の神話学』博士論文 東京大学 2007/06

## 共著
- 『死刑囚監房から』（年報・死刑廃止2015） インパクト出版会 2015/10

## 関連文献
- 『東京大学宗教学年報（23）／同別冊 2005年 東京大学文学部宗教学研究室/編（著）、大田俊寛他（寄稿） 2006/1
- 『atプラス13』上祐史浩、大田俊寛他 太田出版 2012/8